# Marek Surzyn
Marek Surzyn (ur. 14 sierpnia 1954) – polski perkusista, muzyk sesyjny, kompozytor i wykonawca muzyki do filmów, programów telewizyjnych i spektakli. Odznaczony Brązowym Medalem "Zasłużony Kulturze Gloria Artis" i Nagrodą Ministra Kultury i Dziedzictwa Narodowego za całokształt działalności artystycznej.  

## Życiorys
Debiutował w 1974 roku w grupach En Face (1974–1975) i Apokalipsa (1974–1977). Na przełomie lat siedemdziesiątych i osiemdziesiątych był muzykiem zespołów: Krzak, Aerobus (uznawany za pierwszy zespół heavymetalowy w Polsce), Breakout (z zespołem współpracował po raz pierwszy w 1974 r.), Traffic Lights, z którym wyjechał na Bliski Wschód i Crash.
Współpracowali z nim m.in.: Krzysztof Krawczyk, Anna Jantar, Andrzej Zaucha, Skaldowie, Vox, Shakin’Dudi, Obywatel G.C., Wilki, Tadeusz Nalepa, Czesław Niemen, Jacek Skubikowski, John Porter, Robert Gawliński, Kayah, Kazik, Emigranci, Lady Pank, Dżem, Oddział Zamknięty, Maryla Rodowicz, Zbigniew Hołdys, Mirosław Czyżykiewicz, Hiram Bullock, Eros Ramazzotti, Virtual J@zz Reality, Wojciech Konikiewicz i wieloma innymi. Nagrał około dwustu płyt, był twórcą bądź współtwórcą grup: Ścierański Surzyn Trio, Kciuk Surzyn Band, SFusion Band, Marki Polo, Cold War 1999, Two Marx.
Surzyn brał udział w wielu festiwalach,  imprezach w Polsce i za granicą m.in.: Olimpiada Moskwa' 80, Jarocin, Rawa Blues, Jazz Jamboree, Nancy Jazz Pulsations, Ingolstadter Jazz Tages, Ostend Jazz Festiwal, Jazz Blues Days Tallinn, Jazz nad Odrą, Warsaw Summer Jazz Days, Düsseldorfer Jazz Rally, Dni Kultury Polskiej Sofia, Sztokholm, Moskwa, Budapeszt, Berlin, Rzym.
W 1995 roku powstał film dokumentalny poświęcony osobie muzyka pt. Takt, tylko takt w reżyserii Jana Sosińskiego. W 2017 roku magazyn "Perkusista" wymienił płytę Marka Surzyna „Sfusion Band” jako jedno z najważniejszych wydarzeń w historii perkusji w Polsce - pierwszą solową płytę polskiego perkusisty wydaną w międzynarodowej dystrybucji (przez koncern Koch International.

## Dyskografia

### Płyty autorskie
- Ścierański – Surzyn Trio: Confusion (1988, PolJazz[12])
- Wild Minds (1988, Veriton[13])
- Kciuk Surzyn Band Klucha w śpiewnik (1990, Tonpress)[14]
- Kciuk Surzyn Band Vol. I (?)
- Surzyn Band: Odpad Atomowy (1994, Bogdan Studio[15])
- Sfusion Band (1995, Koch International[16])
- Cold War: Dramentbeis (1999, Selles Records)
- Two Marx: Polskie Seriale (?)
- Miks (1999, Selles Records)[17]

### Inne nagrania
Z zespołem En Face:
- Jerzy Grunwald & En Face: Sennym Świtem (1975, Pronit)[18]

Z zespołem Apokalipsa:
- Irek Dudek Anthology 1976-2006: Niepublikowane (2006, Metal Mind Production)[19]

Z zespołem Krzak:
- Muzyka Młodej Generacji (1979, Wifon)[20]
- Blues Rock Band (reedycja) (2005, Metal Mind Production)

Z zespołem Breakout:
- ZOL (1979, Polskie Nagrania Muza)
- Żagiel Ziemi (1979, Pronit)

## Wybrana dyskografia sesyjna
- Leszek Winder Blues Forever (1985, Polskie Nagrania Muza)
- Obywatel G.C. Tak! Tak! (1988, Polskie Nagrania Muza)
- Kazik Spalam się (1991, Arston)
- Wilki Wilki (1992, MJM Music PL)
- Robert Gawliński Solo (1995, MJM Music PL)
- Robert Gawliński Kwiaty jak relikwie (1997, Starling)
- Tadeusz Nalepa Jesteś w piekle (1994, Bogdan Studio)
- Tadeusz Nalepa Najstarszy zawód świata (1995, Bogdan Studio)
- Emigranci Mówię do ciebie (1995, Koch International)
- Maryla Rodowicz Złota Maryla (1995, Tra - La - La)
- Cold War Zay Records (singel) (1996, Zay Records)
- Cold War Boogie Boogie (1997, Zay Records)
- Oddział Zamknięty Parszywa 13 (1997, ZPR Records)
- Cold War Autobana (2002, Agencja Artystyczna MTJ )
- Krzysztof Jaryczewski Vinyl (2004, Accord Song)